# Torneig d'escacs Tata Steel de 2019
El torneig d'escacs Tata Steel de 2019 fou la 81a edició del torneig d'escacs Tata Steel. Va tenir lloc de l'11 al 27 de gener de 2019 a Wijk aan Zee, als Països Baixos. El torneig d'escacs s’organitza anualment i rep el nom del productor d'acer Tata Steel, ja que és el principal patrocinador del torneig. El dimecres 16 de gener el torneig magistral es va jugar al Theater De Vest a Alkmaar i el dimecres 23 de gener el torneig magistral es va jugar al Pieterskerk de Leiden. El torneig el va guanyar Magnus Carlsen, que va obtenir 9 punts de 13 partides.

## Classificació final

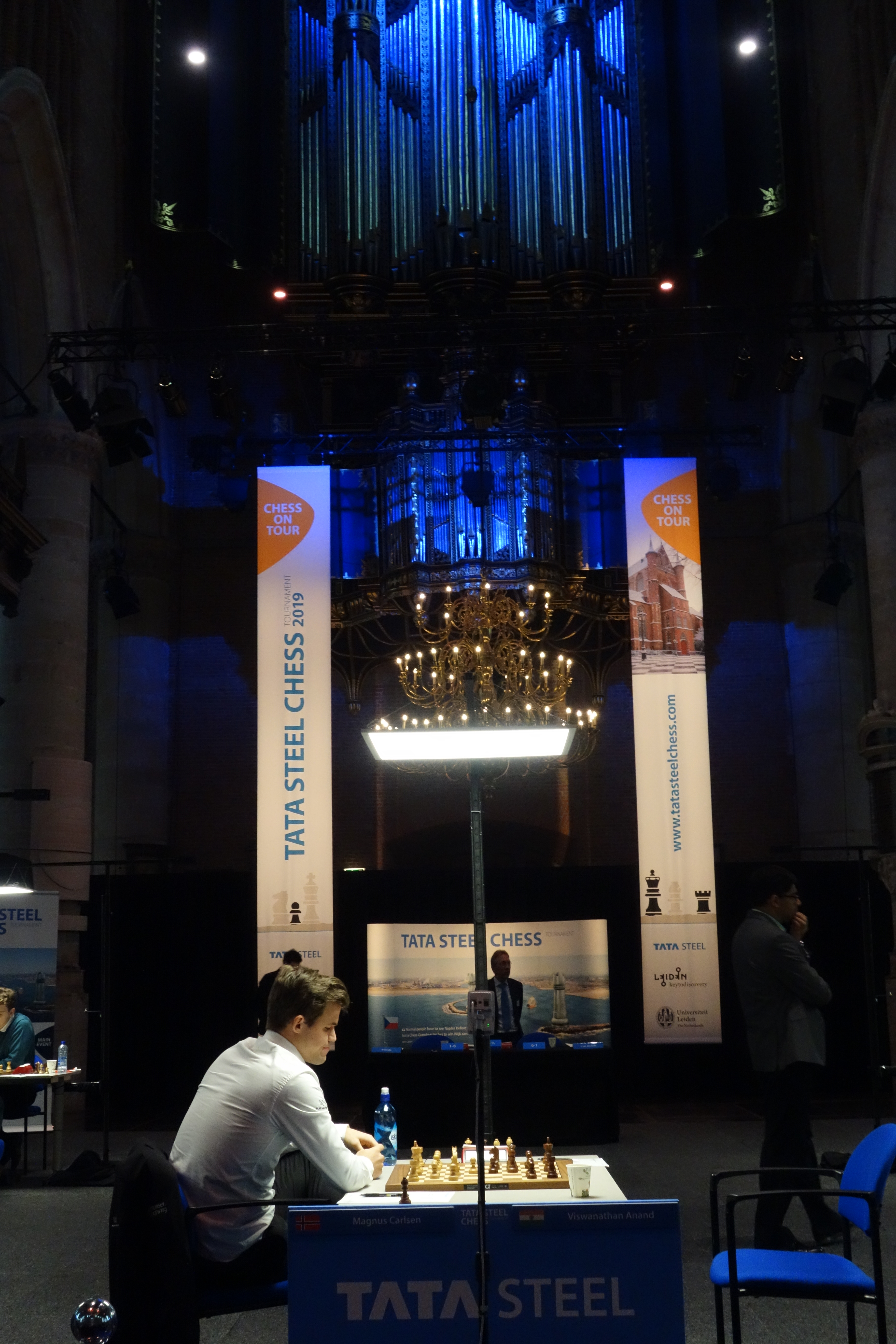
Carlsen a Leiden (Tata Steel 2019)

|    | Jugador                            | Elo  | 1 | 2 | 3 | 4 | 5 | 6 | 7 | 8 | 9 | 10 | 11 | 12 | 13 | 14 | Total | SB    | Perf. |
| -- | ---------------------------------- | ---- | - | - | - | - | - | - | - | - | - | -- | -- | -- | -- | -- | ----- | ----- | ----- |
| 1  | Magnus Carlsen (Noruega)           | 2835 |   | ½ | ½ | ½ | 1 | ½ | ½ | ½ | 1 | 1  | ½  | 1  | 1  | ½  | 9     |       | 2888  |
| 2  | Anish Giri (Països Baixos)         | 2783 | ½ |   | 0 | ½ | ½ | ½ | ½ | 1 | 1 | 1  | 1  | ½  | ½  | 1  | 8½    |       | 2861  |
| 3  | Ian Nepómniasxi (Rússia)           | 2763 | ½ | 1 |   | ½ | ½ | 1 | ½ | 0 | ½ | ½  | 1  | ½  | 0  | 1  | 7½    | 48.75 | 2809  |
| 4  | Ding Liren (Xina)                  | 2813 | ½ | ½ | ½ |   | ½ | ½ | ½ | 1 | ½ | ½  | ½  | ½  | 1  | ½  | 7½    | 47.25 | 2805  |
| 5  | Viswanathan Anand (Índia)          | 2773 | 0 | ½ | ½ | ½ |   | ½ | ½ | ½ | ½ | ½  | ½  | 1  | 1  | 1  | 7½    | 44.25 | 2809  |
| 6  | Vidit Santosh Gujrathi (Índia)     | 2695 | ½ | ½ | 0 | ½ | ½ |   | 0 | ½ | ½ | ½  | ½  | 1  | 1  | 1  | 7     |       | 2787  |
| 7  | Teimour Radjabov (Azerbaidjan)     | 2757 | ½ | ½ | ½ | ½ | ½ | 1 |   | ½ | ½ | ½  | 0  | ½  | ½  | ½  | 6½    | 43.25 | 2753  |
| 8  | Samuel Shankland (Estats Units)    | 2725 | ½ | 0 | 1 | 0 | ½ | ½ | ½ |   | ½ | ½  | 0  | ½  | 1  | 1  | 6½    | 40.00 | 2755  |
| 9  | Richárd Rapport (Hongria)          | 2725 | 0 | 0 | ½ | ½ | ½ | ½ | ½ | ½ |   | 1  | ½  | ½  | 1  | ½  | 6½    | 38.50 | 2755  |
| 10 | Jan-Krzysztof Duda (Polònia)       | 2738 | 0 | 0 | ½ | ½ | ½ | ½ | ½ | ½ | 0 |    | 1  | ½  | 0  | 1  | 5½    |       | 2697  |
| 11 | Vladimir Fedoseev (Rússia)         | 2724 | ½ | 0 | 0 | ½ | ½ | ½ | 1 | 1 | ½ | 0  |    | ½  | 0  | 0  | 5     | 34.25 | 2668  |
| 12 | Xakhriar Mamediàrov (Azerbaidjan)  | 2817 | 0 | ½ | ½ | ½ | 0 | 0 | ½ | ½ | ½ | ½  | ½  |    | ½  | ½  | 5     | 31.25 | 2661  |
| 13 | Jorden van Foreest (Països Baixos) | 2612 | 0 | ½ | 1 | 0 | 0 | 0 | ½ | 0 | 0 | 1  | 1  | ½  |    | 0  | 4½    | 28.00 | 2654  |
| 14 | Vladímir Kràmnik (Rússia)          | 2777 | ½ | 0 | 0 | ½ | 0 | 0 | ½ | 0 | ½ | 0  | 1  | ½  | 1  |    | 4½    | 26.75 | 2641  |
|    | Jugador                              | Elo  | 1 | 2 | 3 | 4 | 5 | 6 | 7 | 8 | 9 | 10 | 11 | 12 | 13 | 14 | Total | SB    | Perf. |
| -- | ------------------------------------ | ---- | - | - | - | - | - | - | - | - | - | -- | -- | -- | -- | -- | ----- | ----- | ----- |
| 1  | Plantilla:Country data Belarús       | 2687 |   | ½ | 1 | ½ | ½ | ½ | ½ | 1 | 1 | 1  | ½  | 1  | 1  | 1  | 10    |       | 2783  |
| 2  | GM Andrey Esipenko (Rússia)          | 2584 | ½ |   | ½ | ½ | 1 | ½ | 0 | ½ | 1 | 1  | 1  | 1  | ½  | ½  | 8½    | 51.50 | 2690  |
| 3  | GM Benjámin Gledura (Hongria)        | 2615 | 0 | ½ |   | 1 | ½ | 1 | ½ | ½ | ½ | 1  | 1  | ½  | 1  | ½  | 8½    | 51.25 | 2687  |
| 4  | GM Maksim Chigaev (Rússia)           | 2604 | ½ | ½ | 0 |   | ½ | ½ | ½ | 1 | ½ | ½  | 1  | 1  | 1  | 1  | 8½    | 48.00 | 2688  |
| 5  | GM Anton Kórobov (Ucraïna)           | 2699 | ½ | 0 | ½ | ½ |   | ½ | ½ | 1 | ½ | 1  | ½  | ½  | ½  | 1  | 7½    | 45.25 | 2628  |
| 6  | GM Erwin l'Ami (Països Baixos)       | 2643 | ½ | ½ | 0 | ½ | ½ |   | 1 | ½ | ½ | ½  | ½  | ½  | 1  | 1  | 7½    | 44.25 | 2632  |
| 7  | GM Ievgueni Baréiev (Canadà)         | 2650 | ½ | 1 | ½ | ½ | ½ | 0 |   | 0 | 0 | ½  | 1  | 1  | ½  | 1  | 7     | 41.75 | 2604  |
| 8  | GM Parham Maghsoodloo (Iran)         | 2679 | 0 | ½ | ½ | 0 | 0 | ½ | 1 |   | ½ | ½  | ½  | 1  | 1  | 1  | 7     | 37.50 | 2601  |
| 9  | GM Lucas van Foreest (Països Baixos) | 2502 | 0 | 0 | ½ | ½ | ½ | ½ | 1 | ½ |   | ½  | ½  | ½  | 1  | 0  | 6     |       | 2557  |
| 10 | MI Vincent Keymer (Alemanya)         | 2500 | 0 | 0 | 0 | ½ | 0 | ½ | ½ | ½ | ½ |    | ½  | 1  | ½  | 1  | 5½    |       | 2529  |
| 11 | GM Rameshbabu Praggnanandhaa (Índia) | 2539 | ½ | 0 | 0 | 0 | ½ | ½ | 0 | ½ | ½ | ½  |    | ½  | ½  | 1  | 5     |       | 2496  |
| 12 | MI Dinara Saduakassova (Kazakhstan)  | 2472 | 0 | 0 | ½ | 0 | ½ | ½ | 0 | 0 | ½ | 0  | ½  |    | ½  | ½  | 3½    | 20.50 | 2413  |
| 13 | MI Elisabeth Pähtz (Alemanya)        | 2477 | 0 | ½ | 0 | 0 | ½ | 0 | ½ | 0 | 0 | ½  | ½  | ½  |    | ½  | 3½    | 20.00 | 2413  |
| 14 | MI Stefan Kuipers (Països Baixos)    | 2470 | 0 | ½ | ½ | 0 | 0 | 0 | 0 | 0 | 1 | 0  | 0  | ½  | ½  |    | 3     |       | 2378  |